# یواس‌اس تریگر (اس‌اس-۲۳۷)
یواس‌اس تریگر (اس‌اس-۲۳۷) (به انگلیسی: USS Trigger (SS-237)) یک زیردریایی بود که طول آن ۳۱۱ فوت ۹ اینچ (۹۵٫۰۲ متر) بود. این زیردریایی در سال ۱۹۴۱ ساخته شد.